# 向井元升

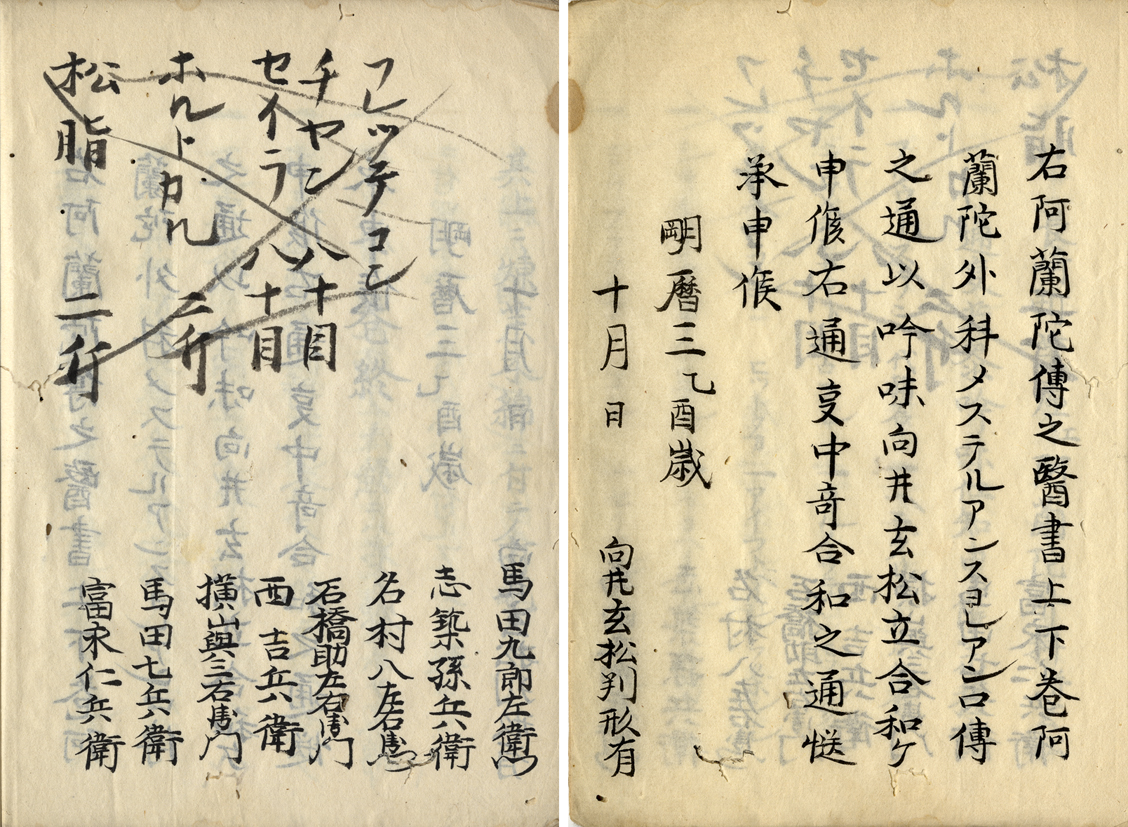
写本「阿蘭陀外科医方」の奥書

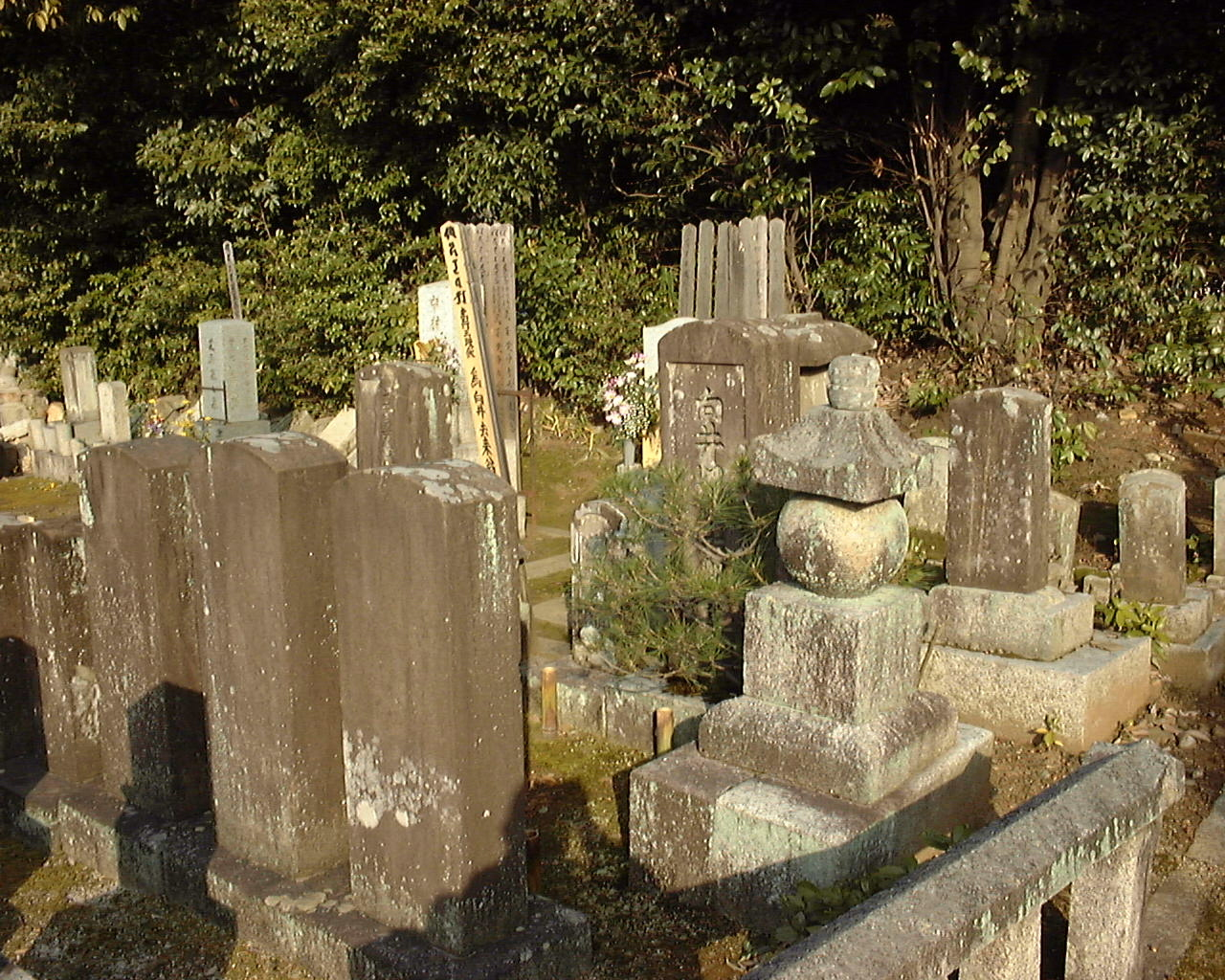
京都向井家の墓（真正極楽寺）

向井 元升（むかい げんしょう、慶長14年2月2日（1609年3月7日） - 延宝5年11月1日（1677年11月25日））は江戸時代の本草学者、医師である。著書に『庖厨備用倭名本草』などがある。
肥前国神埼郡酒村（現 佐賀県神埼市）に生まれた。もとの名は元松、晩年元升に改める。5歳で父、兼義とともに長崎に出て、医学を独学し、22歳で医師となる。慶安4年（1651年）、ポルトガルの棄教した宣教師クリストヴァン・フェレイラの訳稿を元に天文書『乾坤弁説』を著し、承応3年（1654年）幕命により、蘭館医ヨアン（Hans Joan）から通詞とともに聞き取り編集した、『紅毛流外科秘要』5巻をまとめた。万治元年（1658年）家族と京都に出て医師を開業した。寛文11年（1671年）加賀藩主前田綱紀の依頼により『庖厨備用倭名本草』を著した。『庖厨備用倭名本草』は、中国・元の李東垣の『東垣食物本草』などから食品460種を撰び、倭名、形状、食性能毒等を加えたものである。
長男は一条家の儒医の向井元端、次男は俳人の向井去来、三男は儒学者の向井元成である。
大正4年（1915年）、正五位を追贈された。